# Henrieta Farkašová
Henrieta Farkašová (Rožňava, 23 maggio 1986) è una sciatrice alpina slovacca ipovedente, vincitrice di 14 medaglie paralimpiche (11 ori) e di 20 mondiali (17 ori).

## Biografia
Ipovedente sin dalla nascita, probabilmente a causa degli effetti del disastro di Černobyl', ha iniziato a sciare a 17 anni.

### Stagioni 2004-2016
Nel 2004, a 18 anni, ha partecipato alle sue prime gare agonistiche con Natália Šubrtová come atleta guida, esordendo in Coppa Europa in Austria; ai Mondiali di Pyeongchang 2009 ha vinto la medaglia d'oro nella discesa libera e nel supergigante, quella d'argento nella supercombinata e si è classificata 6ª nello slalom gigante e 4ª nello slalom speciale. L'anno dopo ai X Giochi paralimpici invernali di Vancouver 2010, suo esordio paralimpico, ha conquistato la medaglia d'oro nel supergigante, nello slalom gigante e nella supercombinata, quella d'argento nella discesa libera e si è piazzata 5ª nello slalom speciale.

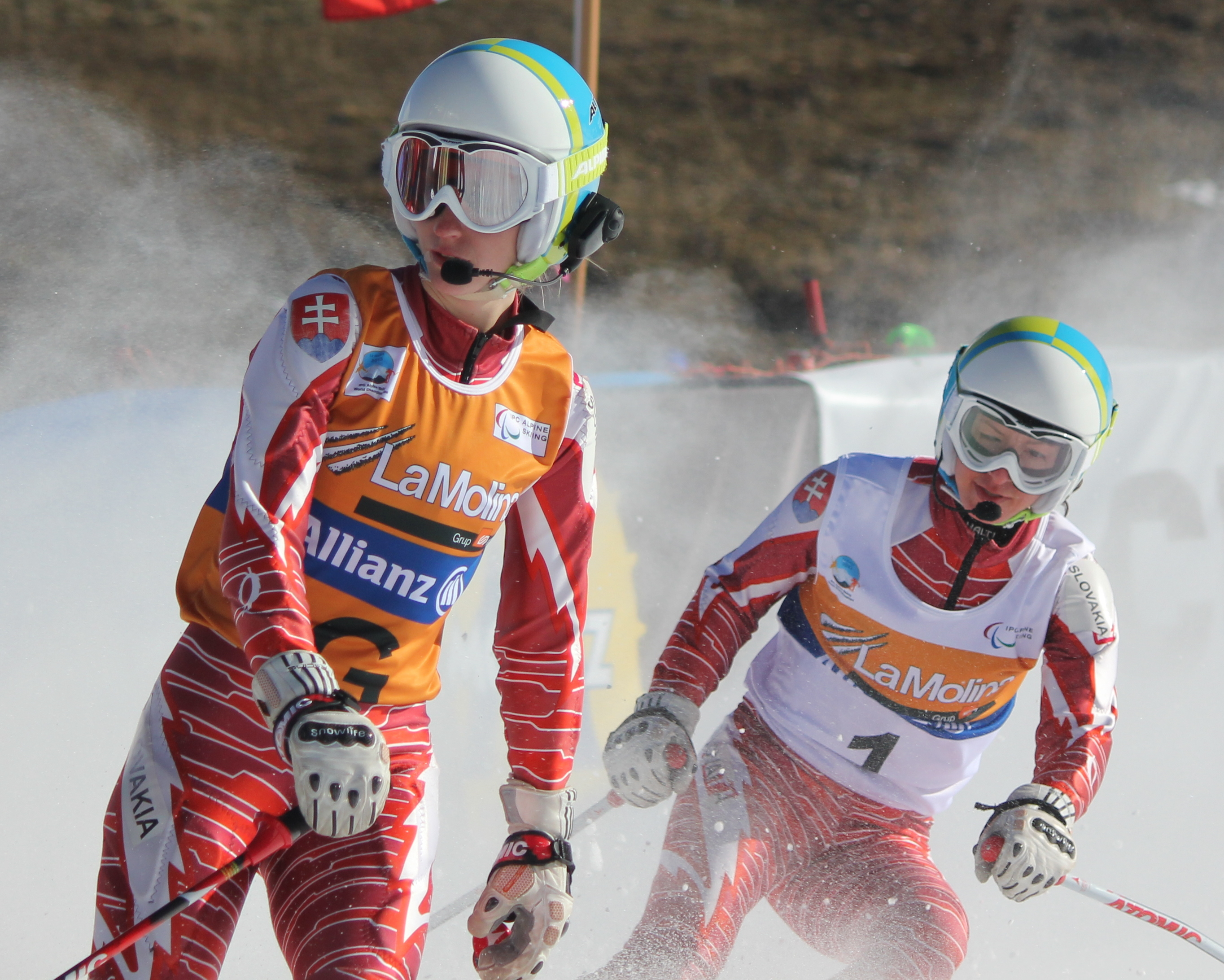
Natália Šubrtová (a sinistra) e Henrieta Farkašová in gara ai Mondiali di La Molina 2013

Ai Mondiali di Sestriere 2011 si è aggiudicata la medaglia d'oro nella discesa libera, nello slalom gigante, nello slalom speciale e nella supercombinata e non ha completato il supergigante, mentre nella successiva rassegna iridata di La Molina 2013 ha incrementato il suo palmarès con le medaglie d'oro nella discesa libera e nello slalom speciale ed è stata 6ª nel supergigante; l'anno dopo agli XI Giochi paralimpici invernali di Soči 2014 ha conquistato la medaglia d'oro nella discesa libera e nello slalom gigante, quella di bronzo nello slalom speciale e non ha completato supergigante e supercombinata.

### Stagioni 2017-2022
Ai Mondiali di Tarvisio 2017 ha vinto una medaglia in tutte le gare in programma: l'oro nel supergigante, nello slalom gigante, nello slalom speciale e nella supercombinata e l'argento nella discesa libera; l'anno dopo ai XII Giochi paralimpici invernali di Pyeongchang 2018, dopo esser stata portabandiera durante la cerimonia di apertura, ha conquistato la medaglia d'oro nella discesa libera, nel supergigante, nello slalom gigante e nella supercombinata e quella d'argento nello slalom speciale: anche in questo caso ha vinto una medaglia in tutte le gare disputate ed è risultata l'atleta più titolata nella sua categoria nella rassegna paralimpica coreana.
Nella rassegna iridata di Kranjska Gora/Sella Nevea 2019 si è aggiudicata il titolo nello slalom gigante e nello slalom speciale, mentre non ha completato la discesa libera. Ai Mondiali di Lillehammer 2021 (disputati nel gennaio del 2022) ha ottenuto la medaglia d'oro nella discesa libera e nel supergigante, quella d'argento nello slalom gigante e si è classificata 4ª nello slalom speciale e 5ª nel parallelo, mentre ai successivi XIII Giochi paralimpici invernali di Pechino 2022 ha conquistato la medaglia d'oro nella discesa libera e nella supercombinata, è stata 5ª nello slalom speciale e non ha completato supergigante e slalom gigante; in quell'occasione ha avuto due diversi atleti guida, Michal Červeň e Martin Motyka.

## Palmarès

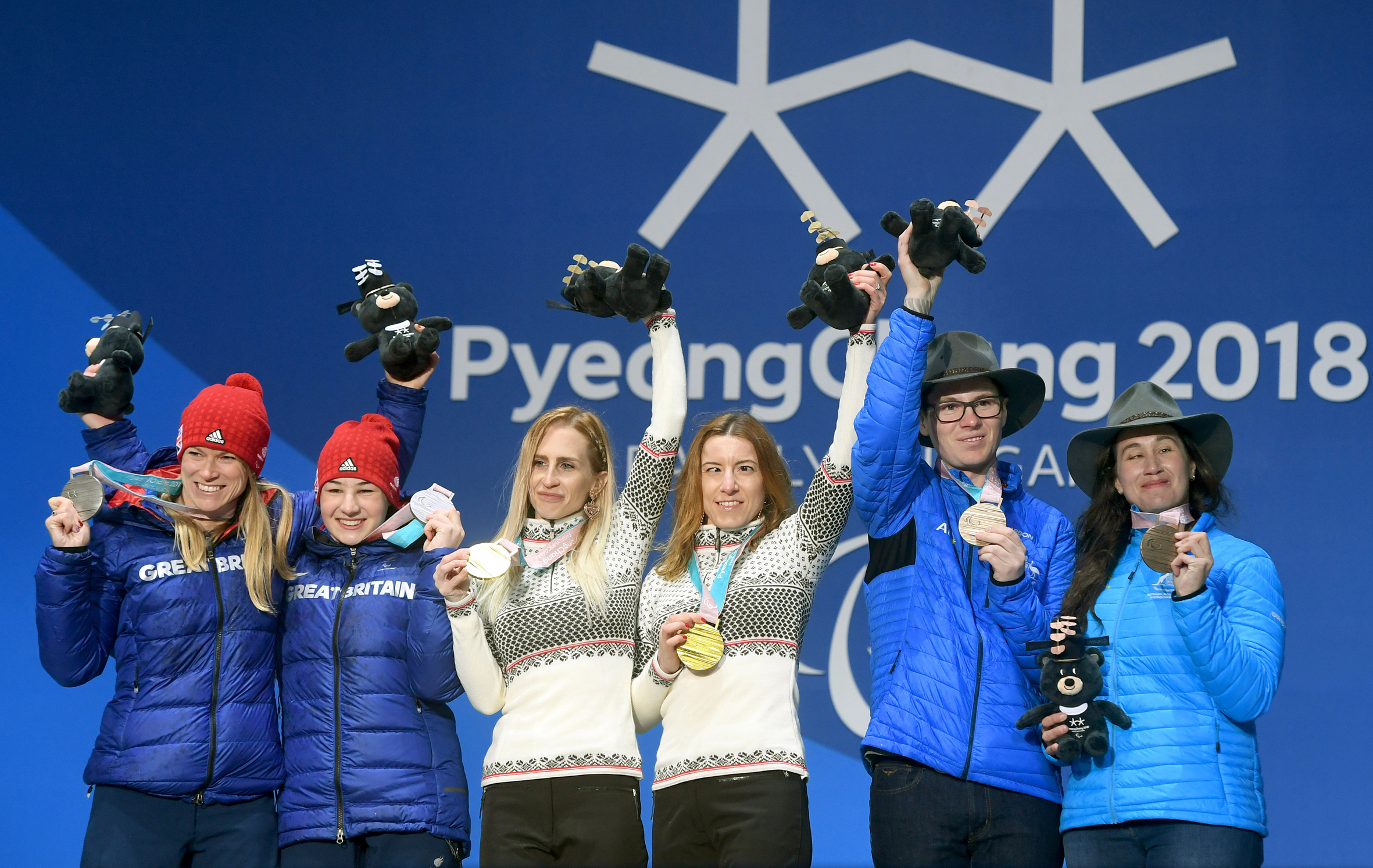
Natália Šubrtová e Henrieta Farkašová (al centro) sul podio dello slalom gigante dei XII Giochi paralimpici invernali di, con Jennifer Kehoe e Menna Fitzpatrick (argento, a sinistra) e Christian Geiger e Melissa Perrine (bronzo, a destra)

### Paralimpiadi
- 14 medaglie[1]:
  - 11 ori (supergigante, slalom gigante, supercombinata a Vancouver 2010; discesa libera, slalom gigante a Soči 2014; discesa libera, supergigante, slalom gigante, supercombinata a Pyeongchang 2018; discesa libera, supercombinata a Pechino 2022)
  - 2 argenti (discesa libera a Vancouver 2010; slalom speciale a Pyeongchang 2018)
  - 1 bronzo (slalom speciale a Soči 2014)

### Mondiali
- 20 medaglie[1]:
  - 17 ori (discesa libera, supergigante a Pyeongchang 2009; discesa libera, slalom gigante, slalom speciale, supercombinata a Sestriere 2011; discesa libera, slalom gigante, slalom speciale a La Molina 2013; supergigante, slalom gigante, slalom speciale, supercombinata a Tarvisio 2017; slalom gigante, slalom speciale a Kranjska Gora/Sella Nevea 2019; discesa libera, supergigante a Lillehammer 2021)
  - 3 argenti (supercombinata a Pyeongchang 2009; discesa libera a Tarvisio 2017; slalom gigante a Lillehammer 2021)